# Scopulomia festivalis
Scopulomia festivalis är en fjärilsart som beskrevs av George Francis Hampson. Scopulomia festivalis ingår i släktet Scopulomia och familjen nattflyn. Inga underarter finns listade.